# لینک تیجگر
مایکل ون تیلن (هلندی: Michael van Tielen) که بیشتر با نام مستعار لینک تیجگر (هلندی: LinkTijger)، شناخته می شود، یک یوتیوبر هلندی است.

## زندگینامه
در سال ۲۰۰۷، ون تیلن شروع به ساخت ویدیوهای یوتیوب در کانال های مختلف کرد. او اولین کانال خود را در سال ۲۰۰۷ ایجاد کرد. بعداً او همچنین در کانال یوتیوب میلان نول به همراه بازی منیر و جرمی فریزر ویدیوهایی ساخت.
در سال ۲۰۱۶ ون تیلن در برنامه آنلاین افسانه های بازی هلند که قبلاً برای شرکت رسانه ای اندمول تولید شده بود، اما اکنون برای گربه استودیو عاقلانه تولید می شود، شرکت کرد. او در فصل های ۱ تا ۴ شرکت کرد. او همچنین در فصل های اسپین آف با همکاری افتلینگ، یعنی استادان ماین کرافت فصل 1 و شب بازی افتلینگ شرکت کرد. در فصل ۶ او دوباره برمی گردد، اما مجبور شد دوباره فصل را درست قبل از آخرین ماه ترک کند و در اصل جایگاه نهم را به خود اختصاص دهد. در نهایت، ون تیلن موفق شد در ماه پایانی با برنده شدن در وایلد کارت به یک بازگشت بازگردد. پس از بازگشت به عنوان وایلد کارت، او توانست به فینال راه یابد و دان پلویه و جوست بوهوف را شکست داد و جام فصل ۶ را به خانه برد.
در سال ۲۰۱۹ در فیلم [جیوانی لاتوی] شرکت کرد. در فیلم پروژه گیو در نقش: یارو پشت باربیکیو بازی کرد.
در سال ۲۰۱۹ شروع به ساخت موسیقی کرد. در ۱۶ نوامبر ۲۰۱۹، او اولین تک آهنگ خود ارتش جر را منتشر کرد. در سال ۲۰۲۱ دومین تک آهنگ خود را به نام اکنون زمان را تماشا کنید منتشر کرد. هر دو آهنگ آهنگ‌های دیس هستند که درباره یوتیوبرهای همکار جرمی فریزر و جوست بوهوف نوشته شده‌اند.
در پایان سال ۲۰۲۰، ون تیلن در یک نمایش تئاتر توسط جوست بوهوف و رودی وینن شرکت کرد. این یک نمایش زنده جایگزین بود زیرا اجرای فعلی به دلیل پاندمی کووید 19 لغو شد.
در آغاز ژانویه ۲۰۲۲، ون تیلن یک کانال یوتیوب جدید به نام "سازندگان" را به همراه جوست بوهوف، جرمی فریزر، دان پلویه، دانکن ماسینک، رونالد ولدر و پاسکال شرپن کت راه اندازی خواهد کرد.